# Hajime Kamoshida
Hajime Kamoshida (鴨志田一 Kamoshida Hajime?, nacido el 11 de abril de 1978) es un novelista japonés. Sus obras más conocidas son las series de novelas ligeras Sakura-sō no Pet na Kanojo y Seishun Buta Yarō que han recibido una adaptación de manga y anime. Su trabajo debut fue Kami Naki Sekai no Eiyū-den (神無き世界の英雄伝?) en 2007.

## Trabajos

### Novelas ligeras
- Kaguya: Tsuki no Usagi no Gin no Hakobune (2007–2008)
- Houkago Idol (2010)
- Sakura-sō no Pet na Kanojo (2009–2014)
- Seishun Buta Yarō (2014–presente)
- Just Because! (2017–presente)

### Anime
- Just Because! – Guionista
- Sakura-sō no Pet na Kanojo – creador original, guionista
- Mobile Suit Gundam: Iron-Blooded Orphans – guionista
- Seishun Buta Yarō – creador original
  - Seishun Buta Yarō wa Yumemiru Shōjo no Yume wo Minai (película anime 2019)
  - Seishun Buta Yarō wa Odekake Sister no Yume wo Minai (película anime 2023)
  - Seishun Buta Yarō wa Ransel Girl no Yume wo Minai (película anime 2023)
- Synduality: Noir - guionista.

### Manga
- Mobile Suit Gundam: Iron-Blooded Orphans (2014–2018)
- Tora Kiss: A School Odyssey (2012–2014)
- Seishun Buta Yarō (Manga) (2016-presente) - creador original, guion